# Zmeul auriu și vântul argintiu
„Zmeul auriu și vântul argintiu” (în engleză: „The Golden Kite, the Silver Wind”) este o povestire științifico-fantastică din 1953 scrisă de Ray Bradbury, care a apărut în colecția sa The Golden Apples of the Sun publicată în 19 martie de editura Doubleday.
Povestirea lui Ray Bradbury a fost publicată în timpul Războiului Rece și este o alegorie a cursei înarmării nucleare dintre Statele Unite și Uniunea Sovietică.

## Prezentare
Povestirea, care are loc în China, începe într-un mic oraș sau sat pastoral, aparent într-un timp sau un loc în care comerțul și agricultura sunt încă norme sociale. Există puțină tehnologie modernă; nu există electricitate, automobile sau irigații avansate. Locuitorii sunt foarte superstițioși. Orașul este descris ca aflat într-o zonă deșertică și în apropierea altui oraș, denumit Kwan-Si. Locuitorii orașului în care are loc narațiunea sunt predispuși să-și descrie orașul lor ca fiind în formă de portocal, definit de zidurile orașului.
Într-o zi, un mesager vine la Mandarin, sau rege, pentru a-l informa că orașul vecin a schimbat forma zidurilor lor într-un porc - astfel încât călătorii ar interpreta că orașul ar fi la un pas de a mânca orașul în formă de portocal. Mesagerul și regele discută frenetic despre cum acest lucru le va aduce ghinion - călătorii ar face comerț cu celălalt oraș, iar natura va favoriza porcul în locul portocalei. Sfătuit de fiica sa, care stă ascundă în spatele unui paravan de mătase, regele decide să reconstruiască zidurile orașului pentru a semăna cu o bâtă, cu care să bată porcul. Totul decurge bine în oraș o perioadă, dar în curând mesagerul aduce vești că zidurile orașului Kwan-Si au fost schimbate iar pentru a arăta ca un foc care ar arde bâta. Mandarinul primului oraș transformă zidurile într-un lac strălucitor; iar cele din Kwan-Si sunt schimbate într-o gură pentru a bea lacul; Mandarinul le schimbă din nou într-un ac pentru a coase gura; Kwan-Si într-o sabie pentru a rupe acul. Aceste schimbări continuă foarte mult timp, întrerupând continuu locuitorii orașelor de la munca lor în ferme sau în magazine, totul pentru a reconstrui zidurile fără niciun rost, în așteptarea răspunsului celuilalt oraș. Boala și foametea fac ravagii. În cele din urmă, vocea din spatele perdelei de mătase, îl sfătuiește cu voce slabă pe Mandarin: „În numele zeilor, discută cu cei din Kwan-Si!”
Cei doi Mandarini, înfometați și bolnavi, sunt de acord să înceteze cu superstițiile. Fiica primului Mandarin le arată bărbaților mai multe zmeie, aruncate și abandonate pe pământ. „Ce sunt zmeiele”, întreabă ea, fără ca vântul să le ridice și să le facă frumoase? Nimic, sunt cei doi de acord. „Și ce este cerul, fără zmeie pe fața sa pentru a-l face frumos?” Din nou, Nimic. Astfel, ea le sugerează ca zidurile orașului Kwan-Si să semene cu Vântul argintiu, iar orașul ei va fi făcut să semene cu un Zmeu auriu, astfel încât cele două orașe să se întrețină reciproc și să poată trăi în pace. Zmeul reprezintă vântul.

## Traducere
Povestirea a fost tradusă în limba română de Radu Gârbacea și a fost publicată de editura ASTRA în antologia Trenul de noapte - Proză fantastică din 1987. Antologia a fost întocmită de Angela Tudorii.

## Legături externe
- The Golden Kite, The Silver Wind, goodreads.com

## Vezi și
- 1953 în științifico-fantastic